# 木橑尺蠖属
木橑尺蠖属（学名：Culcula）为尺蛾科的一个属。

## 下属物种
本属包括以下物种：
- 木橑尺蠖 Culcula panterinaria Bremer & Grey, 1855，寄主植物150余种，主要为害木橑和核桃。